# Wilnecote and Castle Liberty
Wilnecote and Castle Liberty var en civil parish 1894–1965 när det uppgick i Tamworth, Kingsbury, Polesworth och Shuttington, i grevskapet Warwickshire i England. Civil parish hade 6 411 invånare år 1931.